# Mindszent
Mindszent is een plaats (város) en gemeente in het Hongaarse comitaat Csongrád. Mindszent telt 7117 inwoners (2007). De plaatsnaam is Hongaars voor Allerheiligen, waarnaar de plaatselijke Parochiekerk vernoemd is